# Tagora nobilis
Tagora nobilis är en fjärilsart som beskrevs av Felix Bryk 1944. Tagora nobilis ingår i släktet Tagora och familjen Eupterotidae. Inga underarter finns listade i Catalogue of Life.